# Schmidita
Schmidita es un género de foraminífero bentónico de la familia Oberhauserellidae, de la superfamilia Duostominoidea, del suborden Robertinina y del orden Robertinida. Su especie tipo es Schmidita hedbergelloides. Su rango cronoestratigráfico abarca desde el Carniense hasta el Rhaetiense (Triásico superior).

## Clasificación
Algunas clasificaciones han incluido Schmidita en la superfamilia Rotaliporoidea, del suborden Globigerinina y del orden Globigerinida.
Schmidita incluye a las siguientes especies:
- Schmidita hedbergelloides †